# Caroline von Knorring

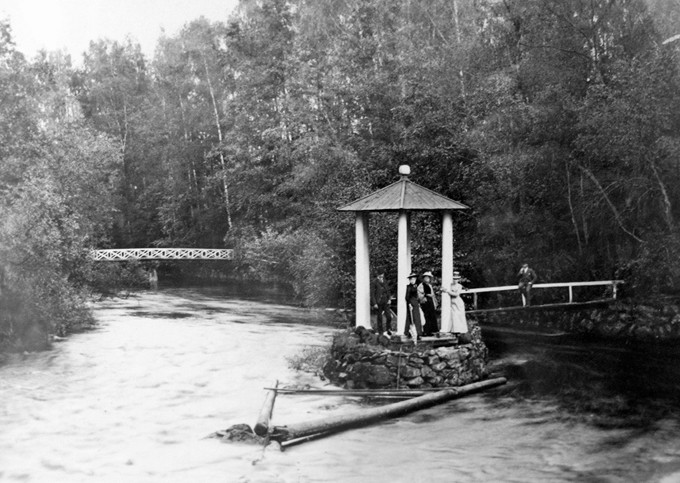
Ekotemplet bakom Ludvika herrgård, troligen fotograferat av von Knorring omkring år 1900.

Caroline Gustafva Eleonora von Knorring, gift Roth, född 6 oktober 1841 i Göteborg, död 4 augusti 1925 i Stockholm, var en svensk fotograf och en av de första professionella kvinnliga fotograferna  i Sverige.

## Verk och liv
Caroline von Knorring tillhörde ätten von Knorring. Faderns affärer gick så dåligt att hon var tvungen att försörja sig själv. Hon flyttade från Göteborg till Stockholm och öppnade en fotoateljé med adress Regeringsgatan (hörn Jakobsbergsgatan) som hon drev mellan 1864 och 1871. Av Stockholms 100 registrerade fotografer på 1860-talet var 15 kvinnor och av dem tillhörde åtminstone tre till eliten: Bertha Valerius, Rosalie Sjöman och Caroline von Knorring. Hon gjorde en lång rad porträttbilder samt stereoskopfotografier. Hon deltog även med sina arbeten i Industriutställningen i Stockholm 1866.
Hon gifte sig 1872 med brukspatronen och riksdagsmannen Ehrenfried Roth. I och med giftet kom hon in i den förmögna släkten Roth, hon stängde ateljén i Stockholm och flyttade till Sunnansjö herrgård. Efter flytten fotograferade hon mest miljöer och landskap som bruk och bygd i Västerbergslagen, då för nöjes skull. I Sunnansjö herrgård bodde hon med maken fram till dennes död 1905.  Därefter vistades hon mest på Ludvika herrgård och gården i Sunnansjö fungerade huvudsakligen som sommarbostad. Hon förvaltade gården tills dottern Astrid Tarras-Wahlberg övertog egendomen 1912. Caroline von Knorring vilar i Roths familjegrav på Ludvika Ulrica kyrkas kyrkogård.

## Verk i urval

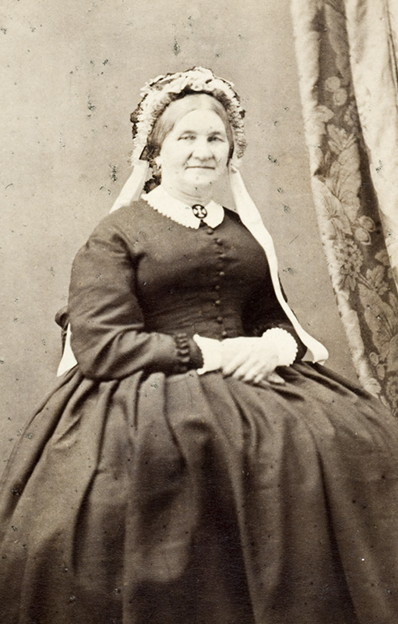
Amalia Spaak
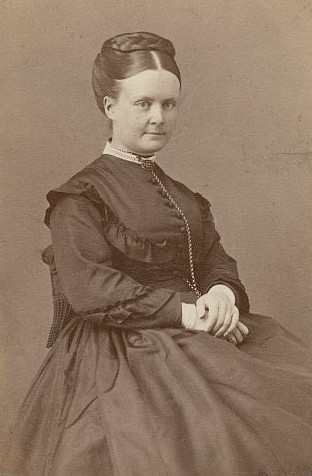
Okänd kvinna
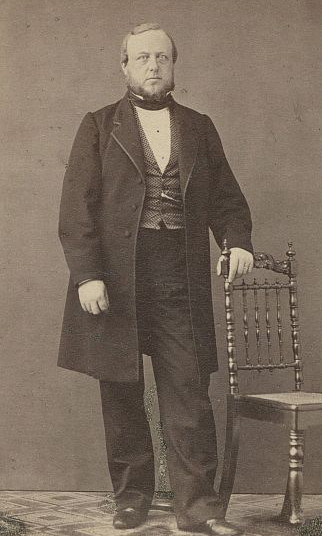
Carl Edward Roth (hennes svåger)
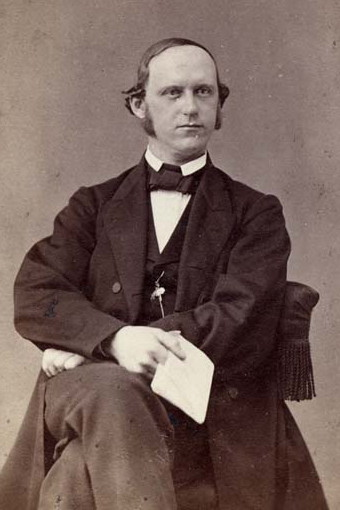
Frans Huss
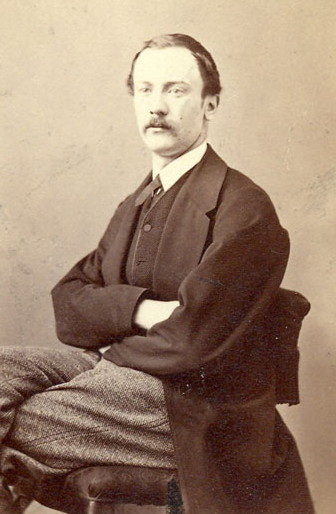
Okänd man
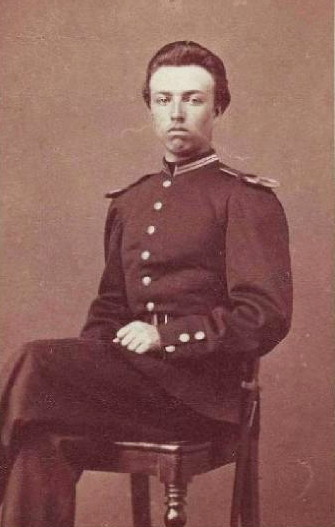
Gustaf Fredrik Wistrand